# Joan (album)
Joan è un album di Joan Baez, pubblicato dalla Vanguard Records nell'agosto del 1967. Il disco fu registrato al Vanguard Records 23rd Street Studio di New York.

## Tracce
Lato A
1. Be Not Too Hard – 2:49 (Christopher Logue (testo), Donovan Leitch (musica))
2. Eleanor Rigby – 2:18 (Paul McCartney, John Lennon)
3. Turquoise – 3:14 (Donovan Leitch)
4. La colombe - The Dove – 5:16 (Jacques Brel, testo tradotto (in inglese) da Alasdair Clayre)
5. Dangling Conversation – 2:43 (Paul Simon)
6. The Lady Come from Baltimore – 2:30 (Tim Hardin)
7. North – 2:47 (Joan Baez (testi), Nina Dusheck (musica))

Lato B
1. Children of Darkness – 3:52 (Richard Fariña)
2. The Greenwood Side – 7:40 (Brano tradizionale)
3. If You Were a Carpenter – 2:10 (Tim Hardin)
4. Annabel Lee – 4:38 (Edgar Allan Poe (testi), Don Dilworth (musica))
5. Saigon Bride – 3:12 (Joan Baez (testi), Nina Dusheck (musica))

Edizione CD del 2003, pubblicato dalla Vanguard Records (79720)
1. Be Not Too Hard – 2:49 (Christopher Logue, Donovan Leitch)
2. Eleanor Rigby – 2:17 (Paul McCartney, John Lennon)
3. Turquoise – 3:15 (Donovan Leitch)
4. La colombe - The Dove – 5:18 (Jacques Brel, testo tradotto (in inglese) da Alasdair Clayre)
5. Dangling Conversation – 2:44 (Paul Simon)
6. The Lady Came from Baltimore – 2:30 (Tim Hardin)
7. North – 2:48 (Joan Baez, Nina Dusheck)
8. Children of Darkness – 3:51 (Richard Fariña)
9. The Greenwood Side – 7:41 (Brano tradizionale)
10. If You Were a Carpenter – 2:07 (Tim Hardin)
11. Annabel Lee – 4:56 (Edgar Allan Poe, Don Dilworth)
12. Saigon Bride – 3:12 (Joan Baez, Nina Dusheck)
13. Oh, Had I a Golden Thread – 3:44 (Pete Seeger) – Bonus Track
14. Autumn Leaves – 2:33 (Jacques Prévert, Joseph Kosma, Johnny Mercer) – Bonus Track

## Musicisti
- Joan Baez - chitarra, voce
- Peter Schickele - conduttore orchestra
- Peter Schickele - arrangiamenti (brani: A2, A3, A4, A5, A6, A7, B1, B3, B4 e B5)
- Richard Romoff - basso (brano: Be Not Too Hard)
- Alvin Rogers - batteria (brano: Be Not Too Hard)
- Bruce Langhorne - chitarra elettrica (brano: The Greenwood Side)
- Russ Savakus - basso (brano: The Greenwood Side)[4]